# Districtul Grafschaft Bentheim
Districtul Grafschaft Bentheim este un district rural (Kreis) din landul Saxonia Inferioară, Germania.